# Bassiano
Bassiano är en ort och kommun i provinsen Latina i regionen Lazio i Italien. Kommunen hade 1 508 invånare (2018).